# Kranskop
Kranskop ist ein Ort im Zentrum der südafrikanischen Provinz KwaZulu-Natal. Der Name ist afrikaans und bedeutet Felsenspitze.

## Geographie
Der Ort liegt ungefähr 15 km südlich des Tugela-Flusses. Vom Tugelatal aus bis zur höchsten Spitze der bergigen Gegend um Kranskop herum beträgt der Höhenunterschied 700 Meter. Der Felsen Kranskop (oder Ntunjambili) ist 1175 Meter hoch. Kranskop selbst liegt 1155 Meter über dem Meeresspiegel. 2011 hatte Kranskop 1514 Einwohner.
Fünf Kilometer südwestlich liegt Hermannsburg, rund 30 Kilometer westlich Greytown.
Kranskop liegt im Distrikt UMzinyathi und gehört zur Gemeinde Umvoti.

## Geschichte
Die Felsmalereien um Kranskop lassen vermuten, dass bereits die San hier gesiedelt haben.
Zu der Zeit, als die Evangelisch-Lutherische Kirche eine Missionsstation und eine Schule aufbaute, besiedelten das Volk der Zulu die Gegend. In den frühen 1850er Jahren baute eine Gruppe von acht Missionaren und acht Handwerkern unter der Leitung des Osnabrücker Pastors Bergtheil eine Siedlung auf – das heutige Hermannsburg. Sie waren von der Hermannsburger Mission von Deutschland ausgesendet worden. Nachdem sie erfolglos versucht hatten, in Äthiopien Fuß zu fassen, begannen sie, mit den Zulu zu arbeiten. Mit der Zeit kamen immer mehr deutsche Einwanderer in die Gegend. Bis heute gibt es dort noch einen großen Anteil deutschsprachiger Südafrikaner. Louis Botha, der erste Premierminister der Südafrikanischen Union, ging hier zur Schule.
Kranskop selbst wurde 1894 gegründet und hieß ursprünglich Hopetown. Allerdings führte dies zu Verwechslungen mit dem Ort Hopetown im heutigen Nordkap und wurde deshalb im Zuge der Vereinigung der alten Burenrepublik mit den britischen Provinzen in Kranskop umbenannt. Für den Namen stand die hohe Felsformation in der Nähe Pate.
Während des Zulukriegs bauten die Briten einige Forts in der Gegend um Kranskop; eines davon war das Fort Buckingham, von dem man noch heute Rückstände in einem Steinbruch in der Nähe des Ortes sehen kann.

### Die Bambatha-Rebellion
1906 fand die Bambatha-Rebellion in der Gegend um Kranskop statt. Der Kranskoper Richter A. W. Leslie versuchte, von den Ortsansässigen Steuern einzutreiben, aber der Hlongwa-Stamm unter dem Herrscher Mtamu weigerte sich zu zahlen. Daraufhin wurden die Männer ins Gefängnis geworfen und bekamen jeweils 25 Hiebe mit der neunschwänzigen Katze.
Der nächste Stamm, der Steuern zahlen sollte, waren die Zondi unter ihrem Oberhaupt Bhambatha (Bhambatha ka Mancinza Zondi); er weigerte sich ebenfalls und machte seine Männer kampfbereit. Die Polizei aus Natal wurde geschickt, um den Konflikt zu lösen, aber trotzdem kam es zu einem Kampf, bei dem vier Polizisten getötet und fünf weitere verletzt wurden. Ob es auch auf Bhambathas Seite Todesopfer gab, ist nicht bekannt, aber ein Zulu-Krieger sagte aus, dass viele von ihnen starben, ohne dass jemand gewann.
Daraufhin wurden die Polizeikräfte auf 240 Mann erhöht. Am 28. Mai 1906 fand eine weitere Auseinandersetzung statt, bei der wieder einige Männer getötet wurden. Ein Aufgebot von 500 Polizisten wurde aus Johannesburg geschickt. In der darauf folgenden Schlacht in der Nähe von Nkandla wurden Bhambatha und einige andere Herrscher getötet. Schätzungen zufolge sollen ungefähr 2000 Zulu getötet worden sein.
Einige Historiker sehen in der Bhambatha-Rebellion den Anfang eines intensiveren Widerstands gegen die Unterdrückung durch die weiße Minderheit. Die Bhambatha-Rebellion war für lange Zeit der letzte Aufstand der indigenen Völker.

## Kultur und Sehenswürdigkeiten
In der Gegend um Kranskop können Felsmalereien der San besichtigt werden. Es wird auch Kunst und Kunsthandwerk zum Verkauf angeboten. Außerdem gibt es einige historische Schlachtfelder.

### Bauwerke
- Hermannsburg Mission House Museum (Hermannsburger Missionshaus-Museum): Das Museum – ein Landesdenkmal – ist in einem der Gebäude untergebracht, die von der lutherischen Mission um 1854 errichtet wurden.
- Hermannsburg Lutheran Church (Lutherische Kirche Hermannsburg): Die Kirche mit ihrem steilen Dach und dem Glockenturm wurde 1870 gebaut und ist ein Landesdenkmal.

### Natur
Um Kranskop gibt es heiße Quellen, wie zum Beispiel die Lilani Hot Springs.
In den Wildreservaten in der Umgebung kann man zahlreiche Tiere beobachten.

#### Der Kranskop (Fels)
Der Gipfelfelsen Kranskop ist 1175 m hoch und überschaut das Tugela-Tal. Er wird auch Itshe Lika Ntunjambili (IsiZulu für Fels mit zwei Öffnungen) genannt oder kurz Ntunjambili.
Während des Zulu-Kriegs war Hauptmann A. M. Montgomery der erste Europäer, der den Kranskop bestieg.
Die Felsformation des Kranskop hat in den Zululegenden und der lokalen Folklore einen großen Einfluss.
Es gibt Geschichten über eine verbotene Höhle und einen Hügel, der sich öffnet und Schutz vor Kannibalen bietet, nur um sich wieder zu schließen und die einzusperren, die er angelockt hatte. Eine andere ähnliche Erzählung berichtet von jungen Mädchen, die keine Lust mehr hatten, Wasser vom Fluss zu holen. Sie baten den Berg um einen Ruheort; er tat ihnen den Gefallen, indem er eine große Höhle öffnete und sie mit dem Lärm eines Gelages hineinlockte. Als sie drinnen waren, schloss sich der Eingang. Die Mädchen wurden nie mehr gesehen.

### Sport
In der Kranskoper Gegend kann man fischen, golfen, wandern und jagen; außerdem gibt es Offroad-Strecken für Geländefahrten.
Einmal im Jahr findet ein Triathlon statt, der Mudman.

## Persönlichkeiten
- Sibusiso Bengu (1934–2024), Hochschullehrer, Diplomat und Politiker, geboren in Kranskop
- Nhlanhla Nene (* 1958), Politiker, geboren in Kranskop